# 北青州
北青州（ほくせいしゅう）は、中国にかつて存在した州。東晋から南北朝時代にかけて、現在の山東省一帯に設置された。

## 概要
晋が南遷して元帝が長江を渡ると、広陵県に青州が僑置された。409年（義熙5年）、東晋の劉裕の北伐により南燕が滅ぼされると、北青州が設置され、州治は東陽城に置かれた。広陵の青州は南青州と改称された。後に南青州が廃止され、北青州がそのまま青州となった。
455年（孝建2年）、南朝宋により青州の州治は歴城に移された。464年（大明8年）、青州の州治は東陽城にもどされた。469年（泰始5年）、北魏の慕容白曜の南征により東陽城が占領され、南朝宋は淮北の地を失ったため、鬱洲に青州を僑置された。
南朝梁のとき、北青州が置かれた。524年（普通5年）、武帝は元樹を平北将軍・北青兗二州刺史として、軍を率いて北伐させた。528年（大通2年）、北魏の北青州刺史の元世儁が南朝梁に降った。549年（太清3年）、南朝梁の北青州刺史の王奉伯が東魏に降った。